# كريستين أوين
كريستين أوين هي عارضة كندية، ولدت في 22 نوفمبر 1970 في مونتريال في كندا.